# Furfo
Furfo est un bourg (vicus) des Vestins, peuple antique de l'Italie centrale, situé dans la haute vallée de l'Aterno, dans les Abruzzes. Il se trouve à 15 km au sud de L'Aquila, près de Barisciano. Il était sur la via Claudia Nova entre Amiternum et Peltuinum et dépendait de Peltuinum. À proximité, l'église de Santa Maria di Furfona en conserve le nom. Le bourg était administré par deux aediles.
Furfo abritait un temple de Jupiter Liber. On a trouvé à Furfo une inscription mentionnant la déesse Angitia.
Près de Furfo a été découverte une longue lex sacra, dédicace d'un sanctuaire consacré à Jupiter Liber et au génie de Jupiter, datée du 13 juillet 58 av. J.-C..

## Sources antiques
- CIL IX, 3513-3568.